# طارق جبان
طارق جبان (مواليد 11 ديسمبر 1975 في دمشق) هو لاعب كرة قدم سوري سابق كان يجيد اللعب كمدافع مع نادي الجيش الرياضي في الدوري السوري. مثّل منتخب سوريا لكرة القدم.

## حياته المهنية
بدأ طارق مسيرته في نادي المجد ، ثم انتقل لنادي الجيش.
تمت إعارته مرتين: في عام 2003 لعب مع نادي الجهراء الكويتي لمدة ستة أشهر ، ووقع عقدًا لمدة 6 أشهر مع نادي بيرسيبوليس الإيراني في عام 2006.

## الإنجازات
مع نادي الجيش :
- بطولة الدوري السوري 5 مرات
- بطولة كأس سوريا 4 مرات

## مسيرته التدريبية
شغل منصب مساعد المدرب في الجيش ثم سوريا في 2018-19. أصبح فيما بعد المدير الفني للجيش وطالية وتشرين.

## روابط خارجية
- طارق جبان على موقع الاتحاد الدولي (مؤرشف)  (الإنجليزية)
- طارق جبان على موقع ناشيونال فوتبول تيمز (الإنجليزية)
- طارق جبان على موقع كووورة
- اللاعب طارق جبان على موقع كووورة.